# Turinah
Turinah (Sumatra, 7 de junho de 1853? — Sumatra, 7 de junho de 2012) foi uma mulher supercentenária não oficial indonésia. Não existem documentos autênticos que comprovem sua idade, porém de acordo com suas declarações e levando em conta a idade de sua filha, que hoje teria 117 anos de idade, é possível que Turinah tenha mesmo vivido 159 anos.
Turinah fumou durante boa parte de sua vida. Segundo moradores locais ela tinha boa memória, boa visão, ouvia bem e tinha uma vida ativa, ou seja, Turinah tinha uma saúde boa até pouco tempo antes de sua morte.